# جایزه بزرگ بریتانیا ۱۹۶۴
جایزه بزرگ بریتانیا ۱۹۶۴ (انگلیسی: ‎1964 British Grand Prix‎) یک مسابقهٔ موتوری در رشتهٔ اتومبیل‌رانی فرمول یک بود که در تاریخ ۱۱ ژوئیهٔ ۱۹۶۴ در برندز هچ واقع در کنت، انگلستان برگزار شد. این گراند پری در میان ۱۰ گراند پری در فصل ۱۹۶۴، مسابقهٔ شمارهٔ ۵ بود.
در این مسابقه که در ۸۰ دور و به مسافت ۳۴۱٫۲۰۰ کیلومتر (۲۱۲٫۰۱۲ مایل) برگزار شد، پول پوزیشن توسط جیم کلارک کسب شد و سریع‌ترین زمان برای طی یک دور پیست که برابر با ۱:۳۸٫۸ بود نیز توسط جیم کلارک به ثبت رسید.
جیم کلارک از تیم لوتوس-کلیمکس، گراهام هیل از تیم بی‌آرام و جان سرتیز از تیم فراری به‌ترتیب مقام‌های اول تا سوم مسابقه را کسب کردند.

## رده‌بندی قهرمانی پس از مسابقه
|       | جایگاه | راننده      | امتیاز |
| ----- | ------ | ----------- | ------ |
|       | ۱      | جیم کلارک   | ۳۰     |
|       | ۲      | گراهام هیل  | ۲۶     |
|       | ۳      | ریچی گینتر  | ۱۱     |
|       | ۴      | پیتر آروندل | ۱۱     |
| ۱     | ۵      | جک برابام   | ۱۱     |
| منبع: |        |             |        |

|       | جایگاه | سازنده        | امتیاز |
| ----- | ------ | ------------- | ------ |
|       | ۱      | لوتوس-کلیمکس  | ۳۴     |
|       | ۲      | بی‌آرام        | ۲۷     |
|       | ۳      | برابام-کلیمکس | ۱۷     |
| ۱     | ۴      | فراری         | ۱۰     |
| ۱     | ۵      | کوپر-کلیمکس   | ۱۰     |
| منبع: |        |               |        |

یادداشت
- تنها پنج جایگاه نخست از هر رده‌بندی نمایش داده شده‌است.